# 金光備前
金光 備前（かなみつ びぜん、生没年不詳）は、備前国で松田氏に属していた有力国人である。名前の備前は備前守の略称であるともいわれ、本名は不明。
資料が乏しいため謎の多い人物である。しかしながら、「備前軍記」「陰徳太平記」など様々な歴史書から推察すると、備前は大永年間あたりから金光氏の勢力を拡大させていると思われ、直接采配していたと仮定すると少なくとも明応元年（1492年）前後には出生していると考えられる。
大永年間には旭川西岸の石山城（岡山城）を居城とし、城に隣接する金光山岡山寺を保護したとされる。養子の金光宗高の代になると比叡山から高僧を招いたという。金光山岡山寺は金光氏の菩提寺で現存する。
松田元運との関係は密接であったと思われ、元運は自分の姉を備前と縁組させたり次男松田元斉を石山城に居させたほどである。
備前と妻の松田元運の姉との間に子が無かったため、隣接する濱野（岡山市浜野）の能勢氏の子与次郎宗高を養子に貰う。
永禄年間に金光宗高が歴史書の前面に出てくるのでこの頃に没したと考えられる。